# Lijst van departementen en arrondissementen in Centre-Val de Loire
De Franse regio Centre-Val de Loire heeft de volgende departementen en arrondissementen:

## Cher
- Bourges
- Saint-Amand-Montrond
- Vierzon

Zie ook lijsten van de kantons en de gemeentes.

## Eure-et-Loir
- Chartres
- Châteaudun
- Dreux
- Nogent-le-Rotrou

Zie ook lijsten van de kantons en de gemeentes.

## Indre
- Le Blanc
- Châteauroux
- La Châtre
- Issoudun

Zie ook lijsten van de kantons en de gemeentes.

## Indre-et-Loire
- Chinon
- Tours
- Loches

Zie ook lijsten van de kantons en de gemeentes.

## Loir-et-Cher
- Blois
- Vendôme
- Romorantin-Lanthenay

Zie ook lijsten van de kantons en de gemeentes.

## Loiret
- Montargis
- Orléans
- Pithiviers

Zie ook lijsten van de kantons en de gemeentes.